# Parafia św. Jana Chrzciciela w Miąsem
Parafia św. Jana Chrzciciela w Miąsem – parafia rzymskokatolicka należąca do dekanatu tłuszczańskiego, diecezji warszawsko-praskiej, metropolii warszawskiej. W parafii posługują księża diecezjalni. 

## Zasięg parafii
W granicach parafii znajdują się miejscowości: Jadwinin, Łysobyki (część), Miąse, Stasinów.